# Stenodyneriellus rubroclypeatus
Stenodyneriellus rubroclypeatus är en stekelart som beskrevs av Giordani Soika 1995. Stenodyneriellus rubroclypeatus ingår i släktet Stenodyneriellus och familjen Eumenidae. Inga underarter finns listade i Catalogue of Life.